# Марк Нопфлер
Марк Фро́йдер Но́пфлер (англ. Mark Knopfler; нар. 12 серпня 1949, Глазго) — шотландський музикант, гітарист, композитор та продюсер. Найбільше відомий як гітарист, вокаліст та автор пісень британського рок-гурту «Дайр Стрейтс» (Dire Straits), створеного в 1977 році.

## Біографія
Народився 12 серпня 1949 року в місті Глазго. Ще в юному віці він навчився грати на гітарі, але, закінчивши університет, почав працювати вчителем англійської мови в різних коледжах. Наприкінці 1970-х років створив гурт «Dire Straits», в якому сам грав на гітарі, співав та для якого писав пісні. З цим гуртом Марк Нопфлер досяг приголомшливого успіху, записавши декілька чудових альбомів та видавши низку яскравих якісних хітів, таких як «Гроші ні за що» (Money for Nothing) чи «Побратими» (Brothers in Arms), досі відомих та улюблених прихильниками артроку в усьому світі. Після розпаду «Дайр Стрейтс» на початку 1990-х років Нопфлер і далі займався музикою та створив кілька сольних альбомів. Він також став успішним автором музики до кінофільмів, таких як «Місцевий герой» (Local Hero), «Принцеса-наречена» (The Princess Bride) та інші.

## Творчість
Маркові Нопфлеру притаманний неперевершений виразний стиль гри на гітарі. Неймовірно, але шульга Нопфлер прилагодився тримати гітару як правша, та до того ж грати переважно без медіатора, пальцьовими щипками (рідкісний випадок у рок-музиці), що більш подібне до класичного гітариста. Разом зі своїми колегами-музикантами він записав та розповсюдив понад 100 мільйонів альбомів, завдяки чому Нопфлер входить до двадцяти найбагатших людей сучасної Британії. Він має синів-близнюків Бенжі та Джозефа, які народилися у 1987 році, а також двох доньок, Ізабелу (народилася в 1998) та Катю (народилася в 2003). Нопфлер має академічне звання з англійської мови, присвоєне йому Університетом міста Лідс (Leeds University), а також академічне звання в музиці, надане Університетом міста Ньюкасл (Newcastle University), Велика Британія.

## Зовнішні посилання
- https://web.archive.org/web/20160118170956/http://www.mark-knopfler.com/
- http://www.mark-knopfler-news.co.uk/ [Архівовано 8 лютого 2010 у Wayback Machine.]
- http://www.mark-knopfler.de/ [Архівовано 7 березня 2022 у Wayback Machine.]
- http://www.spanishcity.net/ [Архівовано 4 травня 2009 у Wayback Machine.]